# Hubert Bony
Dom Marie-Hubert Bony OCSO (* 22. Mai 1938 in Dijon; † 18. Januar 2025 in Engelhartszell) war ein französischer römisch-katholischer Priester und Mönch des Trappistenordens. Er war von 2017 bis 2023 Superior ad nutum des Stiftes Engelszell.

## Leben
Bony wuchs in prekären wirtschaftlichen Verhältnissen auf und knüpfte nach dem schweren Unfall seines Vaters in einem christlichen Patronat für Jugendliche enge freundschaftliche und spirituelle Kontakte. Nach dem Besuch des Priesterseminars wurde er 1958 zum Militärdienst in Deutschland eingezogen, wo er im Gebiet des Bodensees und in Freiburg im Breisgau diente.
Während seines Wehrdienstes wurde er von Augustin Simmler auf den Trappistenorden aufmerksam gemacht und trat nach Versuchen im Kloster Cîteaux sowie im Kloster Acey 1961 in die Abtei Oelenberg ein, wo Simmler sein Novizenmeister war. Er nahm den Ordensnamen Marie-Hubert an. Am 17. September 1967 legte er die feierliche Profess ab.
1972 wurde er in Straßburg von Bischof Léon Arthur Elchinger zum Priester geweiht. In Oelenberg wirkte Bony sowohl als Bibliothekar, Pförtner und Beichtvater als auch als Subprior. Besondere Verdienste erwarb er sich durch seine Mitarbeit im interreligiösen Verein Bible et culture in Mülhausen und hatte über viele Jahre besondere Beziehungen zu den Rabbinern und der jüdischen Gemeinde von Mülhausen.
Am 22. Februar 2017 wurde er von Abt Dominique-Marie Schoch als Superior ad nutum zum Oberen von Stift Engelszell, des einzigen deutschsprachigen Männerklosters des Trappistenordens, ernannt. Diese Funktion übte er bis 9. Mai 2023 aus.
Bony starb am 18. Januar 2025 im 87. Lebensjahr in Engelhartszell. Das Requiem für Hubert Bony wurde am 31. Januar 2025 in der Stiftskirche Engelszell gefeiert, anschließend wurde er am Klosterfriedhof beigesetzt.